# Jean Musy
Vous pouvez aider à l'améliorer ou bien discuter des problèmes sur sa page de discussion.
- Il n'est pas vérifiable et peut contenir des informations totalement erronées. Il est fortement conseillé aux contributeurs d'étayer son contenu par des sources fiables. Sans cela, sa suppression pourrait être envisagée. (si vous venez d'apposer le bandeau, veuillez cliquer sur ce lien pour créer la discussion et en afficher les indications). (Marqué depuis mai 2025)
- Il peut contenir un travail inédit ou des déclarations non vérifiées. Vous pouvez l’améliorer en ajoutant des références. (Marqué depuis mai 2025)

- Archive Wikiwix
- Bing
- Cairn
- DuckDuckGo
- E. Universalis
- Gallica
- Google
- G. Books
- G. News
- G. Scholar
- Persée
- Qwant
- (zh) Baidu
- (ru) Yandex
- (wd) trouver des œuvres sur Wikidata

Vous pouvez aider à l'améliorer ou bien discuter des problèmes sur sa page de discussion.
- Il ne cite pas suffisamment ses sources. Vous pouvez indiquer les passages à sourcer avec {{référence nécessaire}} ou {{Référence souhaitée}}, et inclure les références utiles en les liant aux notes de bas de page. (Marqué depuis mai 2025)
- Il ne s’appuie pas, ou pas assez, sur des sources secondaires ou tertiaires. (Marqué depuis août 2012)
- Son texte doit être wikifié : il ne correspond pas à la mise en forme Wikipédia (style, typographie, liens internes, liens entre les wikis, etc.). (Marqué depuis mai 2025)

- Archive Wikiwix
- Bing
- Cairn
- DuckDuckGo
- E. Universalis
- Gallica
- Google
- G. Books
- G. News
- G. Scholar
- Persée
- Qwant
- (zh) Baidu
- (ru) Yandex
- (wd) trouver des œuvres sur Wikidata

Pour les articles homonymes, voir Musy.
 (août 2012).
Jean Musy, né le 18 décembre 1947 à Levallois-Perret (Seine) et mort le 26 avril 2024 à Saint-Amand-en-Puisaye (Nièvre), est un musicien, compositeur et arrangeur français de chansons et de musiques de film.
Jean Musy a composé un opéra, il a illustré des poèmes de Stefan Zweig et Rainer Maria Rilke, écrit une fresque musicale inspirée par la découverte des Manuscrits de la Mer Morte.
Jean Musy a composé sans trêve toute sa vie.

## Biographie
À l’adolescence, il découvre l'orgue Hammond et le jazz. Dès l’âge de quatorze ans, il intègre des groupes de musiciens avec lesquels il donne ses premiers concerts à Paris dans des clubs de jazz.
À 16 ans, il rencontre Mickey Baker, guitariste américain, musicien de studio et arrangeur pour Johnny Hallyday, qui l’amène à devenir l’accompagnateur de Nino Ferrer. Pendant un an il fait des tournées avec lui et enregistre l’album Je voudrais être noir dans un studio de Dijon.
Grâce aux relations de Mickey, Jean Musy est présenté à Joe Dassin. En 1968, Johnny Arthey, l’arrangeur anglais de Joe Dassin, tombe malade. Joe Dassin demande alors à Jean Musy d’écrire l’arrangement d’une chanson qu’il doit enregistrer 48 h après : Les Champs Élysées.
Jean Musy signera les arrangements, assurera la direction d’orchestre et l’accompagnement au piano de :
Francis Lalanne (Chansons Rentre chez toi, La maison du bonheur sur l'album Rentre chez toi (1979)), le groupe Il était une fois (J'ai encore rêvé d'elle), de Barbara (Amours incestueuses), Michel Jonasz (Je voulais te dire que je t'attends), Yves Duteil (Prendre un enfant, La langue de chez nous, Tarentelle et plusieurs autres titres), Nicole Martin (Ça fait partie des choses, Blessée, Cet enfant de toi, J'ai peur et plusieurs autres titres dont les textes sont signés par la parolière Laurence Matalon), Nicole Rieu (Si les oiseaux pouvaient parler et Homme), Nicole Croisille (Une femme avec toi, Parlez-moi de lui (Il ne pense qu'à toi), J’ai besoin de toi, j’ai besoin de lui sur un texte de Laurence Matalon et Une histoire de tous les jours), Dick Annegarn (Bruxelles), Nicolas Peyrac (So far away from L.A. et plusieurs autres titres), Jean-Michel Caradec (La petite fille de rêve et plusieurs autres titres), Charles Aznavour (Une vie d'amour), Mouloudji (Que le temps passe vite), Véronique Sanson (Vancouver), Catherine Lara (Morituri), Francis Lai (Bilitis), Lucid Beausonge (Lettre à un rêveur), Jean Humenry (Fatima & Je cours dans ma tête), Ginette Reno (Chanter pour toi ce soir), ainsi que pour Jeanne Moreau, Gipsy Kings, Georges Moustaki, Anna Prucnal, Demis Roussos, Françoise Hardy, Serge Reggiani, Gilbert Bécaud, Mireille Mathieu, Fabienne Thibeault, Noëlle Cordier, Nino Ferrer, Georges Chelon, Gérard Berliner, Petula Clark, Frida Boccara, Patric, Dalida, Gilbert Laffaille, Manon Landowski, Salvatore Adamo, Isabelle Aubret, Marie Laforêt, Daniel Guichard, Martyne Degand, Ghislaine Paradis, Gérard Lenorman, Jean Faubert, Jeane Manson, Bernard Dimey, Pierre Haralambon, Dave, Marie-Paule Belle, Linda de Suza, Pierre Tisserand, Jean-Luc Lahaye, Taeko Ohnuki, et bien plus encore.
En 1976, il fait la rencontre de Francis Lai. En 1977, Jean Musy écrit les orchestrations de la musique de Francis Lai pour le film Bilitis, puis pour Les ringards en 1978 et Les uns et les autres en 1980. Jean Musy écrit également les arrangements de l’album solo de Francis Lai Paris-New York en 1980.
Pour la télévision, Jean Musy retrouve Franck Appréderis, avec lequel il va signer les musiques des séries Madame le proviseur, Malone, Passeur d'enfants, Commissaire Moulin, Le jap… ainsi que Denis Malleval, Daniel Moosmann, Denys de La Patellière, Roger Pigaut, Bruno Gantillon, Serge Leroy pour la série Pause Café.
En 2016, il reçoit le Grand Prix SACEM de la musique pour l’image pour l'ensemble de son œuvre.
En 2017, il reçoit le Prix UCMF "Audiovisuel" pour Mon Frère bien-aimé.

### Vie privée
Il meurt à l'âge de 76 ans le 26 avril 2024 à Saint-Amand-en-Puisaye,, et est inhumé au cimetière de Levallois-Perret, à quelques mètres de Maurice Ravel.

## Filmographie partielle

### Cinéma (à compléter)
- 1979 : Clair de femme de Costa-Gavras
- 1979 : Laisse-moi rêver de Robert Ménégoz
- 1980 : Le Cœur à l'envers de Franck Apprederis
- 1981 : Chanel solitaire (Coco Chanel) de George Kaczender
- 1981 : Le bahut va craquer de Michel Nerval
- 1983 : Papy fait de la résistance de Jean-Marie Poiré
- 1983 : Itinéraire bis de Christian Drillaud
- 1983 : Prends ton passe-montagne, on va à la plage d'Eddy Matalon
- 1984 : Les Fausses Confidences de Daniel Moosmann
- 1987 : Le Journal d'un fou de Roger Coggio
- 1988 : Baby Blues de Daniel Moosmann
- 1989 : Vanille Fraise de Gérard Oury
- 1989 : Noce blanche de Jean-Claude Brisseau
- 1990 : Le Voleur d'arc-en-ciel d'Alejandro Jodorowsky
- 1993 : Deux doigts de meurtre d'Eddy Matalon
- 1994 : L'Ange noir de Jean-Claude Brisseau
- 2000 : Les Savates du bon Dieu de Jean-Claude Brisseau
- 2006 : Les Anges exterminateurs de Jean-Claude Brisseau
- 2008 : À l'aventure de Jean-Claude Brisseau

1992 : Rencontre avec Gustave Courbet de Pierre Guy

### Télévision (à compléter)
- 1974 : Les oiseaux de Meiji Jingu (Japon)
- 1976 : Paddington (Animation, Grande-Bretagne)
- 1981 : Pause café de Serge Leroy
- 1981 : Les Brus de Juan Luis Buñuel
- 1983 : L'Homme de la nuit de Juan Luis Buñuel
- 1997 : Une soupe aux herbes sauvages d'Alain Bonnot
- Films de Denis Malleval. Notamment 2022 : Mémoire trouble
- Films de Franck Appréderis

## Artistes - Collaborations (quelques exemples)
- Salvatore Adamo
- Louis Arti : "Tête de pluie"
- Dick Annegarn : Bruxelles
- Isabelle Aubret : L'hôtel des Africains
- Charles Aznavour : Une vie d'amour
- Barbara : Les amours incestueuses
- Lucid Beausonge : Lettre à un rêveur
- Gilbert Bécaud
- Marie-Paule Belle
- Gérard Berliner
- Frida Boccara : L’arbre d’amour (arrangements)
- Richard de Bordeaux : Je m'ennuie (direction orchestre et orgue)
- Jean-Michel Caradec : La petite fille de rêve et plusieurs autres titres
- Georges Chelon
- Petula Clark
- Francis Lalanne (arrangements des chansons Rentre chez toi, La maison du bonheur sur l'album Rentre chez toi (1979)[1]
- Noëlle Cordier : Mon cœur pour te garder
- Nicole Croisille : Une femme avec toi, Parlez-moi de lui (Il ne pense qu'à toi), J’ai besoin de toi, j’ai besoin de lui sur un texte de Laurence Matalon et Une histoire de tous les jours
- Dalida : Darla dirladada (arrangements)
- Joe Dassin : Les Champs Élysées (arrangements et piano)
- Dave
- Francis Decamps : Canicule (arrangements, album Histoire de fou chez Phonogram, avec orchestre symphonique et Jannick Top à la basse et André Ceccarelli à la batterie)
- Linda de Suza : Dis-moi pourquoi ? et Qu'est-ce que tu sais faire ?
- Bernard Dimey
- Martin Dune : Platon et Label Motel (arrangements)
- Yves Duteil : Prendre un enfant par la main, La langue de chez nous, Tarentelle et plusieurs autres titres
- Jean Faubert : Poésies, contes et nouvelles du Québec
- Nino Ferrer : EP Je voudrais être noir
- Gipsy Kings
- Daniel Guichard : Je n'ai pas le cœur à sourire (arrangements)
- Pierre Haralambon
- Françoise Hardy
- Jean Humenry : Fatima, Je cours dans ma tête
- Il était une fois : J'ai encore rêvé d'elle
- Michel Jonasz : Je voulais te dire que je t'attends
- Gilbert Laffaille
- Marie Laforêt : Lettre à un mari sur un texte de Laurence Matalon
- Francis Lai : Bilitis
- Manon Landowski
- Jean-Paul André
- Catherine Lara : Morituri
- Gérard Lenorman
- Jeane Manson : album Songe d'une nuit
- Marie (chanteuse) : Soleil (Prix „Rose d‘Or d‘Antibes“)
- Nicole Martin : Ça fait partie des choses, Blessée, Cet enfant de toi, J'ai peur et plusieurs autres titres dont les textes sont signés par la parolière Laurence Matalon
- Mireille Mathieu : album De tes mains
- Jeanne Moreau
- Mouloudji : Que le temps passe vite
- Georges Moustaki : L'amant du soleil et de la musique et Chanson cri (arrangements)
- Philippe Nicaud : C‘ex (orchestration et orgue)
- Les Octaves : Un Enfant dans les sables, opéra populaire
- Ghislaine Paradis : Poésies, contes et nouvelles du Québec
- Patric (chanteur occitan)
- Nicolas Peyrac : So far away from L.A. et plusieurs autres titres
- Anna Prucnal
- Serge Reggiani : Tu vivras tant qu'on t'aimera
- Ginette Reno : Chanter pour toi ce soir
- Nicole Rieu : Si les oiseaux pouvaient parler et Homme
- Demis Roussos
- Véronique Sanson : Vancouver
- Mort Shuman : Imagine
- Paul Slade : Life of a man (piano)
- Le Système Crapoutchik : Piano et/ou orgue sur les trois premiers 45 tours et EP.
- Fabienne Thibeault : C'est dans le cœur sur un texte de Laurence Matalon
- Pierre Tisserand : album: Les Mammifères
- Hiroko Taniyama : Yuugure no machikade de et Kyou ha amefuri (arrangements)
- Taeko Ōnuki (arrangements)
- Olek Yaro - Arcadia : album "Maintenant et à Jamais" (composition et arrangements)
- Arlette Zola : Je Suis Folle De Tant T'Aimer (arrangements, direction et piano)